# テオドシウス2世

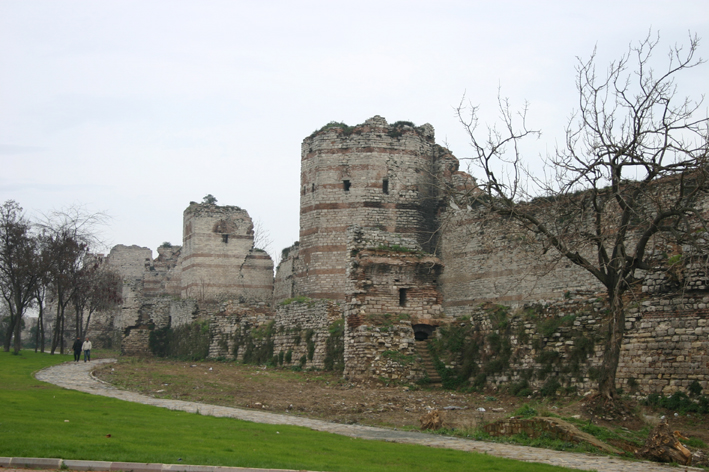
テオドシウスの城壁

テオドシウス2世“カリグラフォス”（Theodosius II. "Calligraphos", 401年4月10日 - 450年7月28日）は、東ローマ帝国テオドシウス朝の第2代皇帝（在位：408年 - 450年）。初代皇帝アルカディウスと皇后アエリア・エウドクシアの子。“カリグラフォス”は「能書家」の意味。

## 生涯
父を補佐する副帝を、402年から408年までの6年間務めた。408年、父アルカディウスの死により正帝に即位する。
テオドシウス2世は「能書家」というあだ名の通り書に優れていた教養人でもあり、神学や学問の方面に熱中して政治を顧みなかった。政治は重臣が行ない、その在位中に「テオドシウスの城壁」と呼ばれる難攻不落の大城壁建造による首都コンスタンティノポリスの防衛強化や『テオドシウス法典』の整備など、東ローマ帝国の基礎が作られたのである。
421年、サーサーン朝との間にローマ・サーサーン戦争 (421年-422年)が勃発。
テオドシウス2世の治世にはフン族のアッティラに度々侵入されていたが、サーサーン朝も425年からエフタルの侵入に悩まされていた。この戦争は1年で終結し、平和条約により「戦前の状態」に回復された。
その後勃発した東ローマ・サーサーン戦争 (440年)をヴァンダル族の侵入により速やかに終結させた後、テオドシウス2世は、サーサーン朝のヤズデギルド2世と441年に相互不可侵を結んだ。
だが450年、テオドシウス2世は乗馬中の事故で急死。帝位は彼の姉アエリア・プルケリアと結婚したマルキアヌスが継いだ。